# Pycnarrhena tumefacta
Pycnarrhena tumefacta är en tvåhjärtbladig växtart som beskrevs av John Miers. Pycnarrhena tumefacta ingår i släktet Pycnarrhena och familjen Menispermaceae. Inga underarter finns listade i Catalogue of Life.